# 21588 Gianelli
21588 Gianelli è un asteroide della fascia principale. Scoperto nel 1998, presenta un'orbita caratterizzata da un semiasse maggiore pari a 3,0868530 UA e da un'eccentricità di 0,1607080, inclinata di 2,57201° rispetto all'eclittica.